# ペリリュー州

ペリリュー州

ペリリュー州（Peleliu）は、パラオ共和国の16有る州の一つ。パラオ諸島の中でコロール島の南西、アンガウル島の北東に位置する。中心地はペリリュー島。

## 概要
ペリリュー州の2015年の人口は484人で、これはパラオの州人口としては三番目に大きい数字である。島住人の殆どはペリリュー島北部沿岸にある州都のKloulklubedon村に住んでいる。その他ではペリリュー島北東のカープ島（Ngercheu）に住民が居住する。同州はパラオ電力公社によって電力が供給されている。

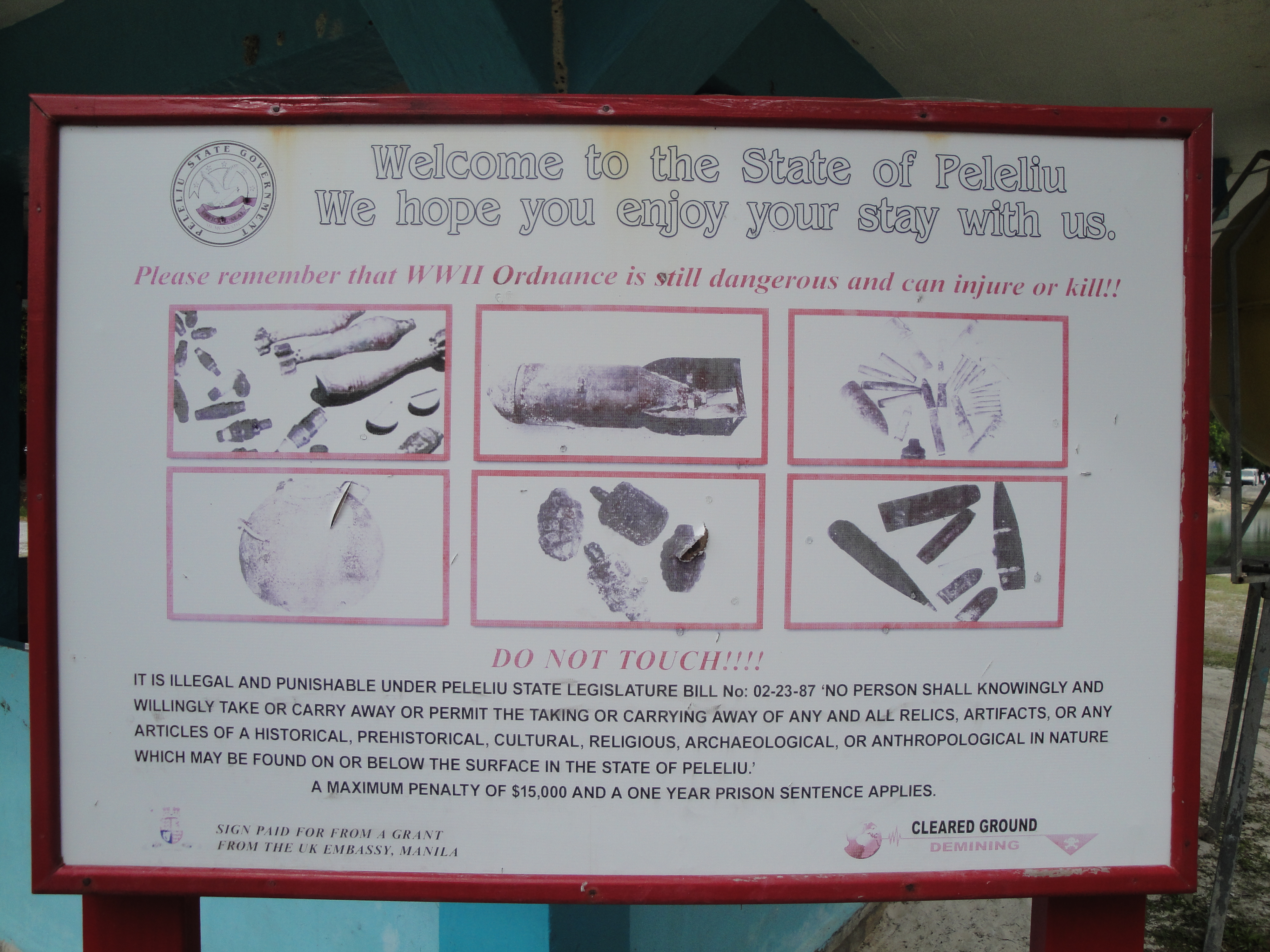
ペリリューの看板、危険であるため第2次大戦の兵器には触らないように警告している

ペリリュー州の島は太平洋戦争中にペリリューの戦いの舞台ともなった。日米の部隊が海岸線で戦闘を行い日本軍は玉砕し、アメリカ軍も多くの死傷者を出した。島内の遺骨や戦闘による遺棄物に触れたり、持ち出したりすることは禁止されている。
2011年度（平成23年度）にはパラオ政府・ペリリュー州政府との協力の下、日本の厚生労働省によって遺骨収集が行われている。
2015年4月9日に明仁天皇・皇后美智子（いずれも当時）がペリリュー島を慰霊のために訪問することを受け、4月9日を「天皇皇后両陛下ご訪問の日」として、法律で州の祝日に制定している。

## 交通
パラオの本島であるバベルダオブ島からペリリュー島へはボート（定期船およびチャーター）、飛行機（チャーター）でアクセスが可能である。ペリリュー飛行場が米軍や一般飛行機のために使われている。ペリリュー島北部には北港が存在する。北港は水深が浅く大型船には不向きで、利用の増加と共に混雑度が増加していたため、日本の外務省はペリリュー島北部にある港湾の整備のために無償資金協力を行っている。

## 観光
周辺がダイビングスポットやフィッシングで有名なほか、第二次世界大戦の戦跡が観光名所となっている。ダイビングやフィッシングは許可が必要となる。

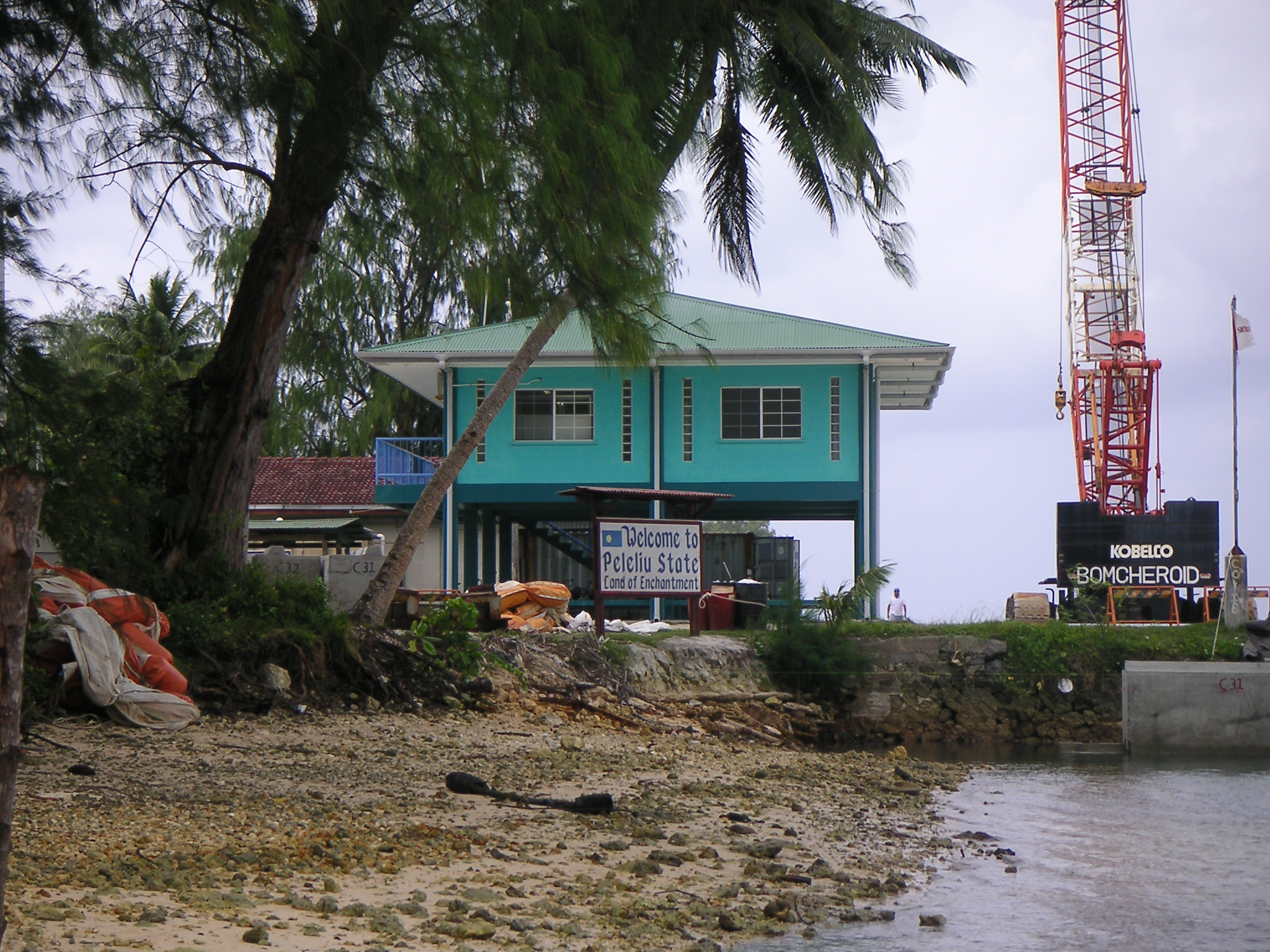
ペリリュー島北港